# Cambon Partners
 (septembre 2023).
Cambon Partners est une banque d'affaires spécialiste des entreprises de croissance. 
Créée en 2003, son équipe conduit des transactions au travers de ses bureaux de Paris, Londres, San Francisco et Pékin.
Cambon Partners est un acteur des fusions-acquisitions (M & A), qui figure dans les classements Mergermarket, CF News, Leaders League, Magazine des Affaires,,,.

## Historique
Entre 2003 et 2009, Cambon Partners pose les fondations de son positionnement en tant que banque d'affaires spécialisée. En juillet 2006, la société intervient dans la première offre publique sur Alternext, marquée par la cession du groupe Diwan à Orange.
En janvier 2014, Cambon Partners inaugure un bureau à San Francisco, marquant une étape dans son expansion à l’international. La même année, la société conclut sa première transaction avec TA Associates, un fonds américain spécialisé dans le capital-développement.
À partir de 2016, Cambon Partners engage une phase de structuration, caractérisée par un renforcement des effectifs, l'arrivée de nouveaux associés au capital et une diversification de ses domaines d’expertise, notamment vers les services financiers en complément de la Tech. En mai 2017, la société annonce sa 200e transaction. En décembre de la même année, elle atteint 40 opérations conclues sur un seul exercice.
En octobre 2021, Cambon Partners est distinguée lors des Grands Prix de Private Equity Magazine dans la catégorie « Conseil M&A – Smid ». En janvier 2022, elle est classée première banque de levée de fonds en France par CF News.
La même année, la Fondation Cambon est créée afin de soutenir des initiatives en faveur de l’égalité des chances, à travers des actions ciblant les jeunes, les entrepreneurs et les publics vulnérables.
En juin 2024, Cambon Partners structure une équipe spécialisée dans le secteur de la santé. Celle-ci couvre divers segments tels que l’e-santé, les services à l’industrie pharmaceutique (CRO, CDMO, CSO), la pharmacie spécialisée (Specialty Pharma), les technologies médicales (Medtech) ou encore les réseaux de soins.